# Нерон Юлій Цезар Германік
Нерон Юлій Цезар Германік (6 — 31) — політичний діяч ранньої Римської імперії.

## Життєпис
Походив з династії Юліїв-Клавдіїв. Син Германіка та Агрипіни Старшої. 
У травні 17 року брав участь у святкуванні тріумфу свого батька Германіка над херусками. Після від'їзду батьків на Схід залишався у Римі. У 20 році зустрів мати, яка поверталася до Риму з прахом Германіка. В цьому ж році надів чоловічу тогу. 
За клопотанням імператора Тиберія сенат звільнив Нерона від вігінтвірата й дозволив йому обіймати посаду квестора на 5 років раніше встановленого терміну. Крім того, Нерон отримав жрецькі посади августала, тітія, арвальских брата й феціала. В день його першого вступу на форум були проведені безкоштовні роздачі харчів населенню. 
Нерон був заручений з Юніей, донькою Квінта Цецилія Метелла Сілана Критського, проте весілля не відбулося через смерть нареченої. У 20 році Нерон одружився зі своєю кузиною Юлією, донькою Друза Цезаря. Після смерті Друза Цезаря у 23 році Тиберій привів у сенат Нерона та його брата Друза і доручив їх турботам сенаторів, таким чином вказавши, що вони є спадкоємцями влади. Нерон виголосив похвальну промову на похоронах свого тестя Друза Цезаря, а незабаром після цього виступив у сенаті з вдячністю за дозвіл на будівництво храму на честь Тиберія, Лівії та сенату. 
У 24 р. понтифіки та інші жерці з лестощів здійснили на честь Нерона й Друза такі ж обряди, як і на честь принцепса, підносячи молитви й даючи обітниці за їх благополуччя. У зв'язку з цим Тиберій виступив з промовою в сенаті, вказавши, що така честь личить тільки зрілим й заслуженим людям. У 26 році Нерон займав посаду квестора. 
Нерон, як найближчий спадкоємець Тиберія, представляв перешкода для честолюбних планів префекта преторія Сеяна. Прагнучи скомпрометувати юнака, Сеян організував постійне таємне стеження за ним та його матір'ю Агрипіною (інформація надходила навіть від дружини Нерона Юлії та його брата Друза) й оточив його своїми прихильниками, систематично провокували його на зухвалі та необдумані слова і вчинки. З іншого боку, Агрипіна не приховувала своєї ворожості до Тиберія, клієнти Нерона спонукали його до відкритої демонстрації своєї незалежності, а деякі з них навіть пропонували звернутися за захистом до народу або армії. Внаслідок цього у Тиберія сформувалося переконання в нелояльності і злочинних задумах Нерона. 
На початку 28 року Тиберій направив сенату листа, в якому згадав, що йому погрожують підступи ворогів, це було сприйнято як натяк на Нерона. На початку 29 році Тіберій вже пред'явив пряме звинувачення Нерону в розпусному способі життя, а Агрипині — у пихатості. Сенат вагався ухвалити рішення щодо членів родини принцепса, а у Римі почалися масові виступи народу на підтримку звинувачених. Це було визнано обтяжувальною обставиною, сенат оголосив Агрипіну та Нерона ворогами держави. Нерон був засланий на о.Понтію й там загинув у 31 році За однією з версій, він скоїв самогубство, випередивши спрямованого до нього ката, за іншою — помер від голоду. Його тіло було залишено без поховання. У 37 році молодший брат Нерона Гай Калігула, ставши імператором, перевіз його прах до Риму і поховав у мавзолеї Августа.

## Родина
Дружина — Юлія Лівія